# Andrea Moletta
Andrea Moletta (Cittadella, 23 februari 1979) is een Italiaans voormalig wielrenner.

## Overwinningen
2003
6e etappe van Vredeskoers

## Resultaten in voornaamste wedstrijden
| Jaar | Ronde van Italië | Ronde van Frankrijk | Ronde van Spanje |
| ---- | ---------------- | ------------------- | ---------------- |
| 2005 | 118e             |                     |                  |
| 2006 | 78e              |                     | opgave           |
| 2007 |                  |                     | 107e             |
| 2008 | uitgesloten      |                     |                  |

| Jaar | Milaan-San Remo | Amstel Gold Race | Luik-Bast.‑Luik | Ronde van Lombardije |
| ---- | --------------- | ---------------- | --------------- | -------------------- |
| 2005 | 110e            | 61e              | 73e             | 78e                  |
| 2006 | 58e             | 16e              |                 | 14e                  |
| 2007 |                 |                  |                 | 89e                  |
| 2008 | 62e             | 56e              | 52e             |                      |

## Ploegen
- 2001 –  Fassa Bortolo (stagiair vanaf 1-9)
- 2003 –  Mercatone Uno-Scanavino
- 2004 –  Team Barloworld-Androni Giocattoli
- 2005 –  Gerolsteiner
- 2006 –  Gerolsteiner
- 2007 –  Gerolsteiner
- 2008 –  Gerolsteiner
- 2009 –  Miche-Silver Cross-Selle Italia